# Clozapine
Clozapine (Leponex) is een antipsychoticum dat gebruikt wordt bij de psychiatrische behandeling van mensen die aan een psychose lijden. Het is een atypisch antipsychoticum dat voornamelijk wordt gebruikt bij personen bij wie klassieke of andere antipsychotica niet naar tevredenheid werken of te veel bijwerkingen veroorzaken.
Het College ter Beoordeling van Geneesmiddelen stelt via de registratietekst duidelijke voorwaarden aan het bloedbeeld, voordat de therapie mag worden gestart. Het wordt in lage dosering toegepast bij psychotische verschijnselen bij de ziekte van Parkinson. De stof is opgenomen in de lijst van essentiële geneesmiddelen van de WHO.

## Bijwerkingen
Bij sommige gebruikers kan het aantal witte bloedcellen dalen (agranulocytose) met potentieel fatale gevolgen. Daarom moet het bloed van de patiënt de eerste zes maanden van de therapie regelmatig worden getest (de eerste 18 weken zelfs wekelijks) om te controleren of het aantal witte bloedcellen op peil blijft. Zodra een daling wordt geconstateerd moet de therapie worden gestaakt. Voor het gebruik definitief kan worden geëvalueerd, moet de behandeling minstens zes maanden zijn gegeven.
In het algemeen geldt voor anti-psychotica dat zo laag mogelijk moet worden gedoseerd om de kans op tardieve dyskinesie zo klein mogelijk te maken. Een atypisch middel als clozapine verdient bij dit soort bijwerkingen de voorkeur.
Clozapine beïnvloedt het cardiovasculair risicopatroon, zoals bloedsuiker en cholesterol ongunstig.
Clozapine kan ernstige leverfunctiestoornissen veroorzaken.
Clozapine verlengt de QT-tijd op het ECG. Voorzichtigheid is vereist bij combinatie met andere middelen die zelf ook agranulocytose geven. Metabole interacties verlopen vooral via CYP1A2 waarbij remmers als fluvoxamine en induceerders zoals omeprazol optreden.
Seksuele problemen, zoals retrograde ejaculatie en priapisme, zijn gerapporteerd bij het gebruik van clozapine.

## Werkgroep
Clozapine is een bijzonder middel. Het heeft erg veel bijwerkingen, maar er zijn anderzijds indicaties waar het als enig middel bruikbaar is.
De indicaties en nodige voorzorgsmaatregelen voor het gebruik van clozapine worden bestudeerd door de clozapine-pluswerkgroep.